# Humax

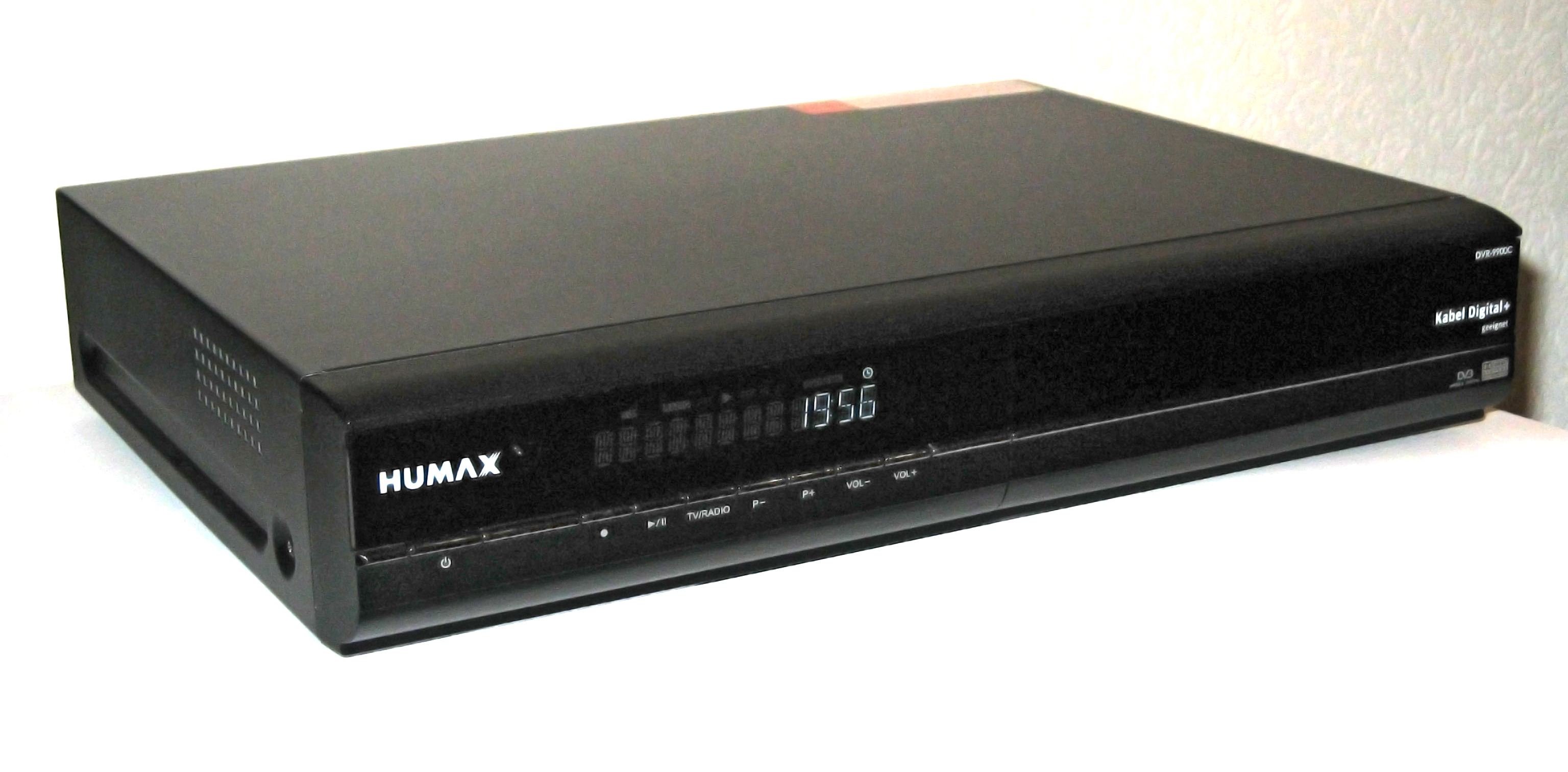
Humax DVR-9900c

Humax – firma branży elektronicznej, założona w 1989 roku w Korei Południowej. Zajmuje się wytwarzaniem set-top boxów, personal video recorderów, telewizorów itp. Jest notowana na koreańskiej giełdzie KOSDAQ.